# 3624 Mironov
3624 Mironov este un asteroid din centura principală, descoperit pe 14 octombrie 1982 de Liudmila Juravliova.